# Matthew Ndagoso
Matthew Man-oso Ndagoso (ur. 3 stycznia 1960 w Lot) – nigeryjski duchowny katolicki, arcybiskup metropolita Kaduny.

## Życiorys
Święcenia kapłańskie przyjął 4 października 1986. Inkardynowany do diecezji Yola, przez kilka lat pracował jako wikariusz, zaś w latach 1990-1992 odbył studia licencjackie w Rzymie. Po powrocie do kraju został proboszczem w Wukari, a w 1994 otrzymał nominację na administratora katedry w Yola oraz dyrektora diecezjalnego wydziału ds. ekumenizmu. Rok później został wikariuszem generalnym diecezji. W latach 1996–1998 doktoryzował się w Rzymie, zaś w 1999 został rektorem seminarium w Kadunie.
28 lutego 2003 został mianowany biskupem ordynariuszem Maiduguri. Sakry biskupiej udzielił mu 1 maja 2003 bp Patrick Francis Sheehan.
16 listopada 2007 Benedykt XVI mianował go arcybiskupem metropolitą Kaduny.